# Stolperstein von Woluwe-Saint-Lambert/Sint-Lambrechts-Woluwe
Der Stolperstein von Woluwe-Saint-Lambert/Sint-Lambrechts-Woluwe ist Richard Altenhof gewidmet, einem Widerstandskämpfer. Stolpersteine erinnern an das Schicksal von Menschen, die von Nationalsozialisten ermordet, deportiert, vertrieben oder in den Suizid getrieben worden sind. Sie werden von Gunter Demnig verlegt, im Regelfall vor dem letzten selbstgewählten Wohnort des Opfers.

## Stolperstein
In Woluwe-Saint-Lambert/Sint-Lambrechts-Woluwe wurde ein Stolperstein verlegt.
| Stolperstein | Übersetzung | Verlegeort           | Name, Leben |
| ------------ | --- | -------------------- | --- |
|              | HIER WOHNTE RICHARD ALTENHOFF GEBOREN 1913 IM WIDERSTAND VERHAFTET 3.7.1943 BREENDONK FÜSILIERT 30.3.1944 TIR NATIONAL | Rue de la Cambre 138 | Richard Altenhoff wurde am 20. Juni 1913 in Brüssel geboren. Seine Eltern waren der Börsenmakler Henri Altenhoff (geboren in Preußen) und Yvonne, geborene Richard (geboren 1892 in Paris). Altenhoff studierte an der Université libre de Bruxelles Diplomingenieur und war hier Mitglied des Cercle du Libre Examen. Altenhoff trat der Widerstandsgruppe Groupe G bei und war für die Ausrüstung zuständig, unter anderem für die Waffen. Am 3. Juli 1943 wurde er in seiner Wohnung von der Gestapo wegen der Weitergabe von Waffen verhaftet und in Saint-Gilles inhaftiert, vor das Militärgericht gestellt und zum Tode verurteilt wegen Feindhilfe, Gewalttaten, Angriffen auf Angehörige der deutschen Wehrmacht und Besitz verbotener Waffen. Am 15. April 1944 wurde er nach Breedonk überstellt, wo er gefoltert wurde. Richard Altenhoff wurde am 30. März 1944 durch ein Erschießungskommando hingerichtet und als „unbekannt“ beerdigt, erst 1954 konnten seine Überreste identifiziert werden. |

## Verlegedatum
- 11. Oktober 2019: Woluwe-Saint-Lambert/Sint-Lambrechts-Woluwe[3]